# Gnathotrusia mundina
Gnathotrusia mundina är en fjärilsart som beskrevs av Druce 1876. Gnathotrusia mundina ingår i släktet Gnathotrusia och familjen praktfjärilar. Inga underarter finns listade i Catalogue of Life.